# Свенцянський повіт
Свенцянський повіт (до 1842 — Завілейський, лит. Švenčionių apskritis) — адміністративно-територіальна одиниця Віленської губернії. Адміністративний центр — місто Свенцяни.

## Підпорядкування
- Утворений у 1795 році у складі Віленської губернії на території, що відійшла до складу Російської імперії після третього поділу Речі Посполитої.
- З 1797 року — у складі Литовської губернії.
- З 1801 року — у складі відновленної Віленської губернії (до 1840 року носила назву Литовсько-Віленської).
- 1842 року перейменовано на Свенцянський.
- 1920 року увійшов до складу Польщі.

## Населення
За даними перепису 1897 року в повіті проживало 172,2 тис. мешканців. 
У тому числі білоруси - 47,5%; литовці - 33,8%; євреї - 7,1%; поляки - 6,0%; росіяни  - 5,4%. У повітовому місті Свенцяни проживало 6025 мешканців.

## Склад
Станом на 1886 рік налічував 98 сільських громад, 1699 поселення у 23 волостях. Населення — 135261 особа (67418 чоловічої статі та 67843 — жіночої), 11767 дворових господарств.
|                     | Площа, десятин | У тому числі орної, десятин |
| ------------------- | -------------- | --------------------------- |
| Сільських громад    | 189557         | ?                           |
| Приватної власності | 179058         | 53127                       |
| Казеної власності   | 48885          | 169                         |
| Іншої власності     | 1655           | 670                         |
| Загалом             | 419155         | 170448                      |

## Адміністративний поділ
Волосний поділ станом на 1886 рік: